# Codici aztechi

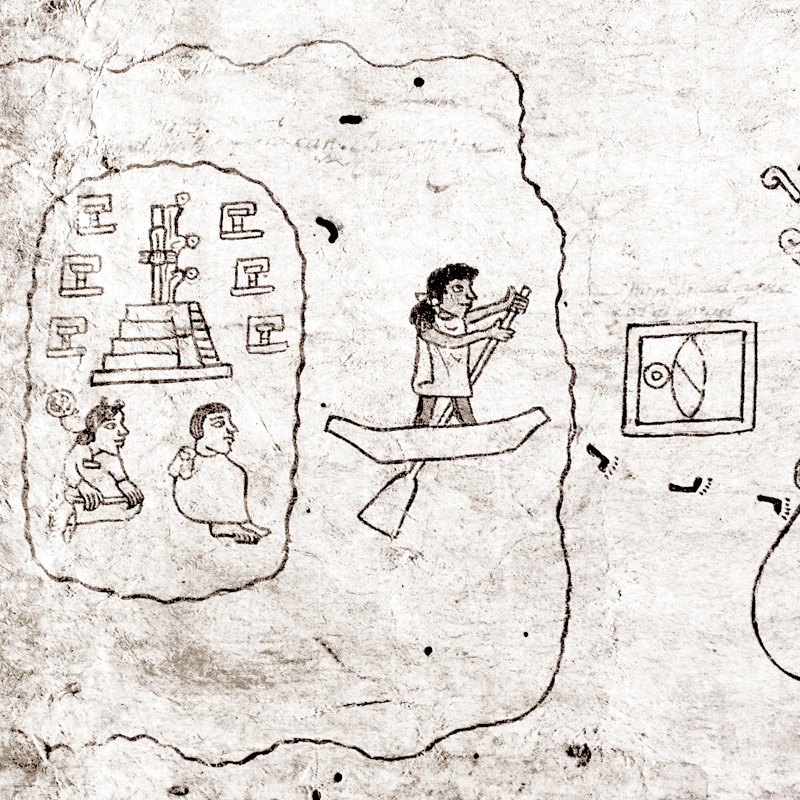
Dettaglio della prima pagina del Codice Boturini, rappresentante la partenza da Aztlán

Con Codici Aztechi si indicano i manoscritti opera di autori aztechi nel periodo precolombiano e in quello della conquista spagnola. Questi codici sono una delle principali fonti primarie per la conoscenza della cultura azteca.
I codici precolombiani differiscono da quelli europei in quanto sono in larga parte pittografici. I codici dell'era coloniale invece non contengono solamente pittogrammi, ma anche scritti in lingua Nahuatl (in caratteri latini), in spagnolo, e occasionalmente in latino.
Nonostante ci rimangano solamente pochissimi codici preconquista, la tradizione dello tlacuilo (pittore di codici) sopravvisse alla transizione alla cultura coloniale; gli studiosi hanno accesso attualmente a circa 500 codici dell'epoca.

## Codice Borbonicus

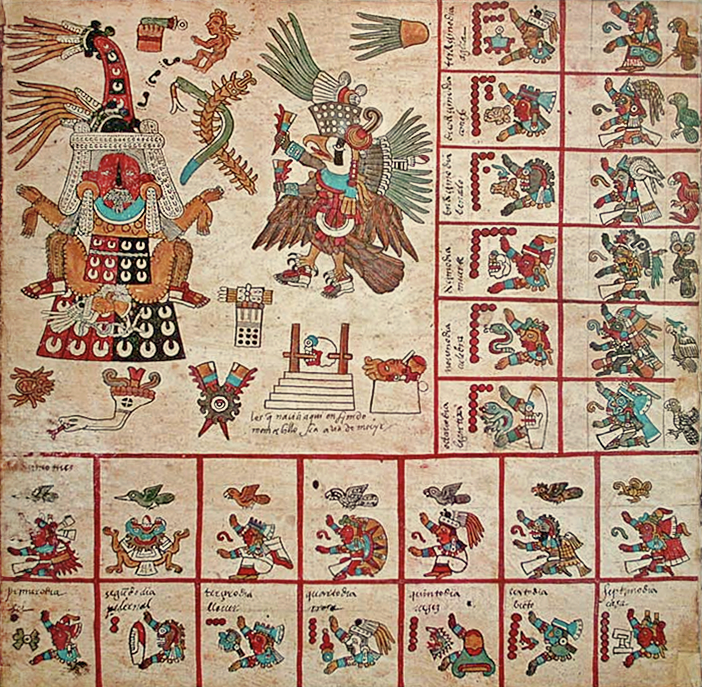
La tredicesima pagina del Codice Borbonicus

Il Codice Borbonicus è un codice scritto da sacerdoti aztechi all'incirca negli anni della conquista spagnola.  Come tutti i codici precolombiani era completamente pittorico in origine, tuttavia alcune descrizioni in lingua spagnola furono aggiunte più tardi.
Il codice può essere suddiviso in tre sezioni: 
1. Un complicato tonalamatl, o calendario divinatorio;
2. una documentazione del ciclo temporale mesoamericano di 52 anni, mostrante le date del primo giorno di ciascuno dei 52 anni solari;
3. una sezione sui rituali e le cerimonie azteche, in particolare quelle che concludevano il ciclo di 52 anni, momento nel quale il nuovo fuoco si sarebbe acceso.

## Codice Boturini
Il Codice Boturini è opera di un autore azteco rimasto sconosciuto, e fu realizzato nel periodo tra il 1530 e il 1541, appena un decennio dopo la conquista spagnola.  Si tratta di un codice pittografico che racconta il leggendario viaggio degli Aztechi da Aztlán fino alla Valle del Messico.
Anziché impiegare pagine separate, l'autore ha usato un lungo foglio di amatl (derivato dalla corteccia di ficus), piegato a fisarmonica in 21 pagine e mezza. La ventiduesima pagina è spezzata a metà, ma non è chiaro se l'autore intendeva o meno finire in quel punto il manoscritto. Al contrario di molti altri codici aztechi, i disegni non sono colorati, ma semplicemente delineati con inchiostro nero.
Il codice è conosciuto anche come Tira de la Peregrinación ("La striscia del Viaggio"), e prende il suo nome da uno dei suoi primi proprietari europei, Lorenzo Boturini Bernaducci (1702–1751).

## Codice Mendoza

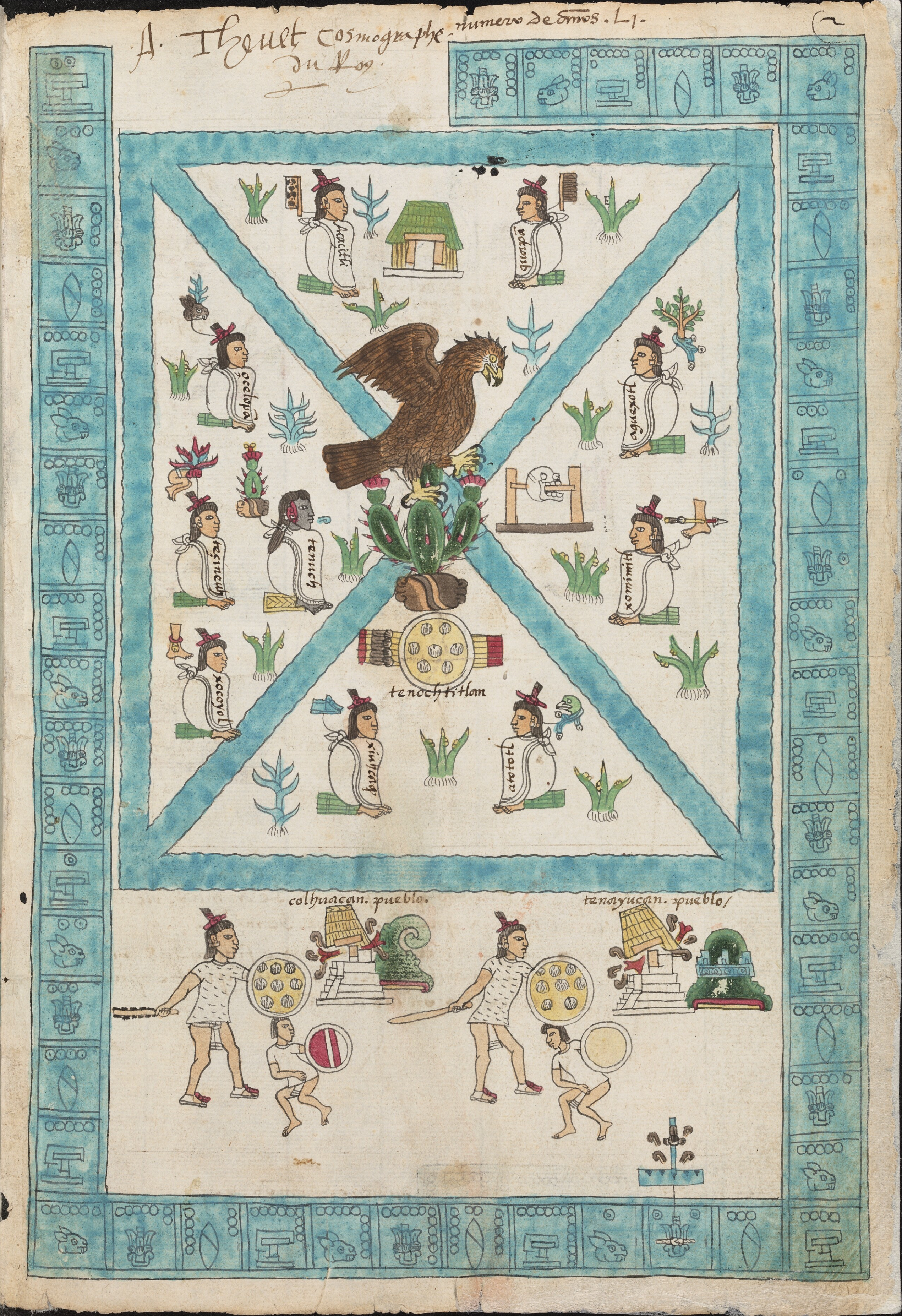
Parte della prima pagina del Codice Mendoza, raffigurante la fondazione di Tenochtitlán

Il Codice Mendoza è un documento pittografico, con annotazioni e commenti in Spagnolo, composto intorno al 1541. È diviso in tre sezioni;  la prima presenta la storia di tutti i sovrani Aztechi e le loro conquiste, nella seconda si trova un elenco dei tributi pagati da ciascuna provincia tributaria, e nella terza una descrizione generale della vita quotidiana degli Aztechi.

## Codice Fiorentino
Il Codice Fiorentino è una serie di 12 libri creati sotto la supervisione di frate Bernardino de Sahagún approssimativamente tra il 1540 e il 1585. Essi sono la copia di fonti originali che sono andate perdute, forse distrutte dalla stesse autorità Spagnole che confiscarono i manoscritti di Sahagún. Il Codice Fiorentino è forse la fonte principale sulla vita degli Aztechi negli anni precedenti la conquista spagnola, nonostante il fatto che una copia completa del codice, con tutte le illustrazioni sia stata pubblicata solo nel 1979. Prima di allora era disponibile solamente una versione tradotta in spagnolo e censurata.

## Codice Osuna

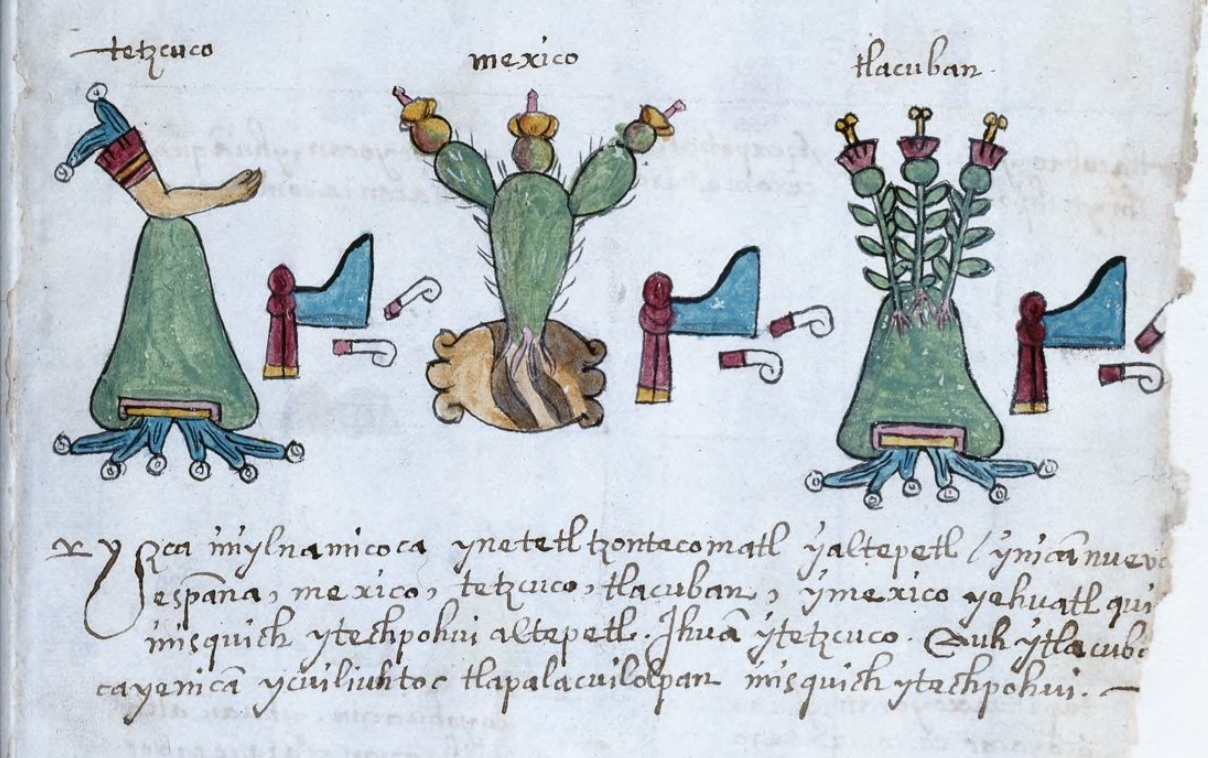
Parte della pagina 34 del Codice Osuna raffigurante i glifi di Texcoco, Tenochtitlán e Tlacopán

Il Codice Osuna è un gruppo di sette documenti separati creati nel 1565 per essere usati come prova contro il governo del viceré Luis de Velasco durante l'inchiesta condotta da Jerónimo de Valderrama nel periodo 1563-66. In questo codice i capi indigeni reclamano il mancato pagamento per svariati beni e servizi forniti dal loro popolo, inclusi la costruzione di edifici e i servizi domestici.
Il Codice Osuna era originariamente solamente pittografico, ma nel corso della visione che ne fecero le autorità spagnole furono aggiunte descrizioni in Nahuatl con una loro traduzione in lingua spagnola.

## Codice Aubin
Il Codice Aubin è una storia pittografica degli Aztechi dalla loro partenza da Aztlán fino al primo periodo della conquista spagnola, terminando nel 1607. È formato da 81 fogli, probabilmente l'inizio della sua composizione può essere datata intorno al 1576, ed è possibile che frate Diego Durán abbia soprainteso alla sua preparazione, visto che fu pubblicato nel 1867 Historia de las Indias de Nueva-España y isles de Tierra Firme, indicando Durán come autore.
Tra gli altri argomenti, il Codice Aubin contiene una descrizione del massacro della grande piramide a Tenochtitlán nel 1520.
Conosciuto anche come Manuscrito de 1576 (Manoscritto del 1576), il codice è attualmente conservato nella Biblioteca nazionale di Francia a Parigi. Una copia dell'originale si trova nella Collezione Robert Garrett della biblioteca dell'Università di Princeton.  Il Codice Aubin non va confuso con il quasi omonimo documento Tonalamatl Aubin.

## Codice Magliabechiano

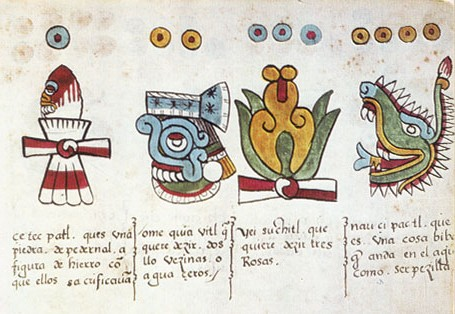
Retro del foglio 11 del Codice Magliabechiano, raffigurante i simboli dei giorni Pietra focaia (coltello), Pioggia, Fiore e Coccodrillo

Il Codice Magliabechiano fu creato intorno alla metà del XVI secolo, nel primo periodo coloniale spagnolo.
Basato su un precedente e sconosciuto codice, il Magliabechiano è principalmente un documento religioso. In esso sono raffigurati i 20 nomi dei giorni del tonalpohualli, le 18 feste mensili, il ciclo di 52 anni, varie divinità, riti religiosi, usanze e credenze cosmologiche.
Il codice è cartaceo ed è composto da 92 pagine, con disegni e testo in spagnolo su entrambe le facciate. Deve il suo nome a Antonio Magliabechi, un bibliofilo del XVII secolo ed è attualmente custodito presso la Biblioteca Nazionale Centrale di Firenze.

## Codice Cozcatzin
Il Codice Cozcatzin è un manoscritto rilegato post-conquista composto da 18 fogli (36 pagine) in carta, datato 1572, anche se forse fu composto in una data successiva. In gran parte composto da pittogrammi, contiene però brevi descrizioni in spagnolo e in Nahuatl.
La prima sezione del codice contiene un elenco dei territori concessi da Itzcóatl nel 1439 ed è parte di un reclamo contro Diego Mendoza. Altre pagine contengono informazioni storiche e genealogiche, specialmente riguardo Tlatelolco e Tenochtitlán. L'ultima pagina infine consiste in una descrizione astronomica in spagnolo.
Il nome gli deriva da don Juan Luis Cozcatzin, che viene indicato nel codice come alcalde ordinario de esta ciudad de México (sindaco ordinario di questa città del Messico). Il manoscritto è attualmente conservato nella Biblioteca nazionale di Francia a Parigi.

## Codice Ixtlilxochitl
Il Codice Ixtlilxochitl è il frammento di un manoscritto del primo XVII secolo che contiene, unitamente ad altri argomenti, un calendario delle feste e dei riti che venivano celebrati nei teocalli Aztechi durante l'anno. Ognuno dei 18 mesi è rappresentato dalla figura di un dio o di un personaggio storico.
Il codice è scritto in spagnolo, su carta, ed è composto da 50 pagine su 27 fogli, con 29 disegni. La fonte da cui deriva è la stessa del Codice magliabechiano. Il codice prende il nome da Fernando de Alva Cortés Ixtlilxochitl, un membro della famiglia regnante a Texcoco prima dell'arrivo degli spagnoli ed è attualmente conservato alla Biblioteca nazionale di Francia a Parigi.

## Libellus de Medicinalibus Indorum Herbis

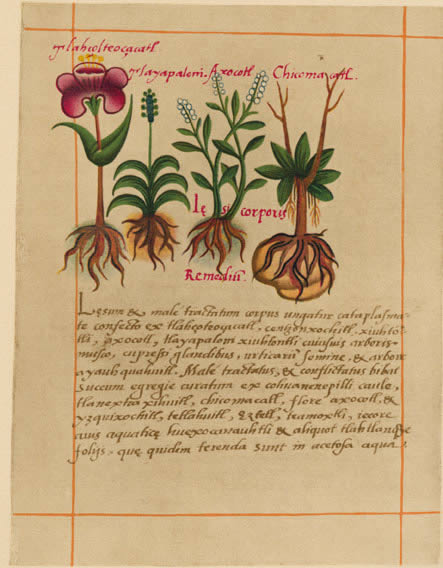
Una pagina del Libellus raffigurante le piante tlahçolteoçacatl, tlayapaloni, axocotl e chicomacatl

Il Libellus de Medicinalibus Indorum Herbis (dal latino: "Libriccino sulle erbe medicinali degli Indiani") è un manoscritto azteco che descrive le proprietà medicinali di varie erbe e piante usate dagli Aztechi. L'originale, andato perduto, fu redatto originariamente in nahuatl a Tlatelolco nel 1552 da Martín de la Cruz e fu poi tradotto in latino da Juan Badiano. Questo Libellus è conosciuto anche come: 
- il Manoscritto Badiano (Badianus Manuscript, dal nome del traduttore)
- il Codice de la Cruz-Badiano (Codex de la Cruz-Badiano, dai nomi dell'autore e del traduttore)
- il Codice Barberini (dal cardinale Francesco Barberini che venne in possesso dell'opera agli inizi del XVII secolo)

## Altri codici
- Codice Borgia - Codice rituale preispanico. Con lo stesso nome vengono indicati diversi codici conosciuti come il Gruppo Borgia:
  - Codice Laud
  - Codice Vaticanus B
  - Codice Cospi
  - Codice Fejérváry-Mayer - calendario preispanico
- Codice Telleriano-Remensis - calendario, almanacco divinatorio e storia del popolo azteco
  - Codice Ríos - una traduzione italiana, con integrazioni, del Codice Telleriano-Remensis
- Codice Ramírez - scritto da Juan de Tovar
- Anales de Tlatelolco conosciuto anche come "Unos Anales Históricos de la Nación Mexicana" - codice post conquista
- Codice Durán - storia scritta da frate Diego Durán
- Codice Xolotl - un codice pittografico che racconta la storia della Valle del Messico e di Texcoco, in particolare dall'arrivo di Xolotl nella valle alla sconfitta di Azcapotzalco nel 1428.
- Codice Azcatitlan